# 1862 en chimie
Cet article présente les faits marquants de l'année 1862 en chimie.

## Évènements
- Alexander Parkes présente la Parkesine, l'un des plus anciens polymères synthétiques, lors de l'Exposition universelle de 1862 à Londres. Cette découverte est à la base de l'industrie plastique moderne[1],[2].

- 7 avril : le géologue français Alexandre-Émile Béguyer de Chancourtois présente à l'Académie des sciences sa vis tellurique, une version tridimensionnelle du tableau périodique des éléments[3],[4].
- La notion de liaison multiple proposée entre 1861 et 1863 par Josef Loschmidt[5], permet d’expliquer les structures de l'éthylène (CH2=CH2) et de l'acétylène () puis le mécanisme de l’hydrogénation[6].

## Naissances
- 27 février[7] : Maurice Meslans (mort en 1938), pharmacien et chimiste français.
- 2 juillet[8] : Sir William Henry Bragg (mort en 1942), physicien et un chimiste britannique, prix Nobel de physique en 1915[9].

## Décès
- 30 août[10] : Charles-Bernard Desormes (né en 1777), physicien et chimiste français.